# Organizzazione della cooperazione islamica

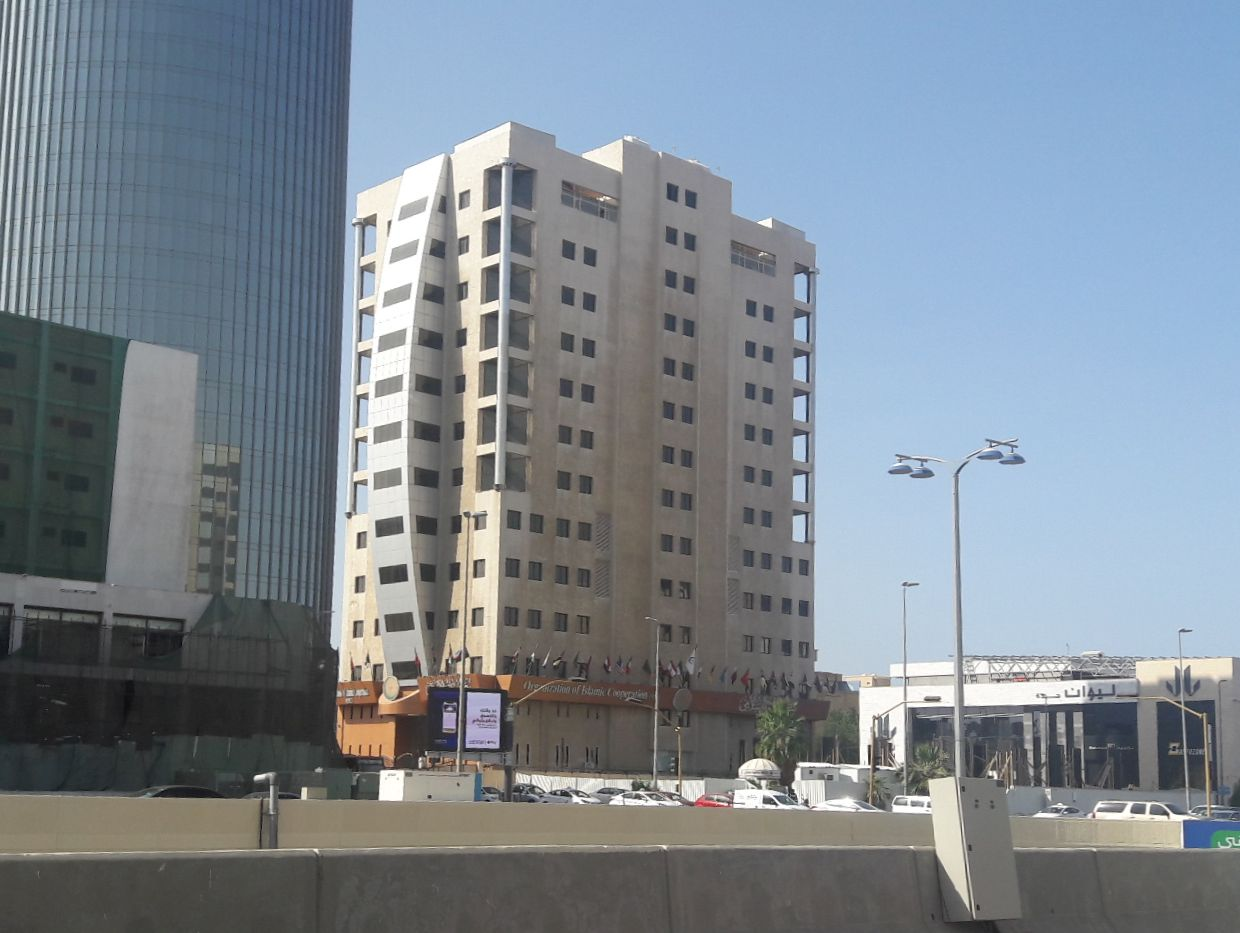
Sede principale della Organizzazione della cooperazione islamica, Gedda

L'Organizzazione della cooperazione islamica (in arabo منظمة التعاون الإسلامي‎?, Munaẓẓamat al-taʿāwun al-islāmī; in inglese:  Organization of the Islamic Cooperation, OIC; in francese: Organisation de la coopération islamique, OCI) è un'organizzazione internazionale con una delegazione permanente presso le Nazioni Unite. Rappresenta 56 Stati dell'Europa, Vicino Oriente, Medio Oriente, America meridionale, Africa, Asia centrale e del Subcontinente indiano.
L'organizzazione, fondata a Rabat, Marocco, il 25 settembre 1969 con il nome Organisation of the Islamic Conference, in arabo منظمة المؤتمر الإسلامي‎?, Munaẓẓamat al-muʾtamar al-islāmī; (FR) Organisation de la conférence islamique, mutato nell'attuale nel 2011.
Ha come finalità la salvaguardia degli interessi e lo sviluppo delle popolazioni musulmane nel mondo.
Il 10 ottobre 1975 le è stato riconosciuto lo status di osservatore dell'Assemblea generale delle Nazioni Unite.
Gli stati musulmani democratici fanno riferimento dal 1999 anche all'Unione parlamentare degli Stati membri della OIC.

## L'Union of OIC News Agencies
L'Union of OIC News Agencies, abbreviata in UNA e UNA-OIC, è l'agenzia stampa dell'OIC che pubblica notizie dal mondo arabo in lingua araba, francese e inglese. Nota anche come "Union of News Agencies", assorbì la precedente agenzia International Islamic News Agency (IINA)'
Fondata nel 1972 dalla 3ª conferenza dei ministri degli esteri degli Stati islamici aderenti , ricevi i maggiori finanziamenti dall'Arabia Saudita, Emirati Arabi Uniti, Qatar, Pakistan, Kuwait, Indonesia, Egitto, Libia, Marocco e Tunisia. La sede si trova a Gedda, in Arabia Saudita. Il presidente del comitato esecutivo è il saudita Abdulaziz bin Mohieddin Khoja.

## Paesi membri in ordine alfabetico
| Stato               | Anno d'adesione |
| ------------------- | --------------- |
| Afghanistan         | 1969            |
| Albania             | 1992            |
| Algeria             | 1969            |
| Arabia Saudita      | 1969            |
| Azerbaigian         | 1991            |
| Bahrein             | 1970            |
| Bangladesh          | 1974            |
| Benin               | 1982            |
| Brunei              | 1984            |
| Burkina Faso        | 1975            |
| Camerun             | 1975            |
| Ciad                | 1969            |
| Comore              | 1976            |
| Costa d'Avorio      | 2001            |
| Egitto              | 1969            |
| Emirati Arabi Uniti | 1970            |
| Gabon               | 1974            |
| Gambia              | 1974            |
| Gibuti              | 1978            |
| Giordania           | 1969            |
| Guinea              | 1969            |
| Guinea-Bissau       | 1974            |
| Guyana              | 1998            |
| Indonesia           | 1969            |
| Iran                | 1969            |
| Iraq                | 1976            |
| Kazakistan          | 1995            |
| Kirghizistan        | 1992            |
| Kuwait              | 1969            |
| Libano              | 1969            |
| Libia               | 1969            |
| Maldive             | 1976            |
| Malaysia            | 1969            |
| Mali                | 1969            |
| Marocco             | 1969            |
| Mauritania          | 1969            |
| Mozambico           | 1994            |
| Niger               | 1969            |
| Oman                | 1970            |
| Pakistan            | 1969            |
| Palestina           | 1969            |
| Qatar               | 1970            |
| Senegal             | 1969            |
| Sierra Leone        | 1972            |
| Siria               | 1970            |
| Somalia             | 1969            |
| Sudan               | 1969            |
| Suriname            | 1996            |
| Tagikistan          | 1992            |
| Togo                | 1997            |
| Tunisia             | 1969            |
| Turchia             | 1969            |
| Turkmenistan        | 1992            |
| Uganda              | 1974            |
| Uzbekistan          | 1995            |
| Yemen               | 1969            |

Osservatori
- Bosnia ed Erzegovina
- India
- Etiopia
- Cipro del Nord
- Russia
- Fronte di Liberazione Nazionale Moro (con lo status di associazione osservatrice)

## Segretari generali dell'OIC
| Numero | Nome                     | Paese                     | Dal  | Al   |
| ------ | ------------------------ | ------------------------- | ---- | ---- |
| 1      | Tunku Abdul Rahman       | Malaysia (bandiera)       | 1970 | 1974 |
| 2      | Hassan Al-Touhami        | Egitto (bandiera)         | 1974 | 1975 |
| 3      | Amadou Karim Gaye        | Senegal (bandiera)        | 1975 | 1979 |
| 4      | Habib Chatty             | Tunisia (bandiera)        | 1979 | 1984 |
| 5      | Syed Sharifuddin Pirzada | Pakistan (bandiera)       | 1984 | 1988 |
| 6      | Hamid Algabid            | Niger (bandiera)          | 1988 | 1996 |
| 7      | Azeddine Laraki          | Marocco (bandiera)        | 1996 | 2000 |
| 8      | Abdelouahed Belkeziz     | Marocco (bandiera)        | 2000 | 2004 |
| 9      | Ekmeleddin İhsanoğlu     | Turchia (bandiera)        | 2004 | 2014 |
| 10     | Iyad bin Amin Madani     | Arabia Saudita (bandiera) | 2014 | 2016 |
| 11     | Youssef bin al-Ottaimeen | Arabia Saudita (bandiera) | 2016 | oggi |

### Fonti
1. ↑   Welcome to Organisation of Islamic Cooperation official website, su oic-oci.org. URL consultato il 14 gennaio 2012 (archiviato dall'url originale il 19 giugno 2012).
2. ↑  (EN) OIC changes name, emblem Archiviato il 23 ottobre 2014 in Internet Archive. Pakistan Observer
3. ↑  (EN) UNA-OIC - Apps on Google Play, su play.google.com.
4. ↑   Specialized, su oic-oci.org.
5. ↑   IINA transforms into UNA with an enhanced role as OIC's media organ: Report, su una-oic.com, 16 ottobre 2017. URL consultato il 18 ottobre 2019 (archiviato dall'url originale il 19 dicembre 2018).
6. 1 2 3   UNA, su una-oic.org. URL consultato il 18 ottobre 2019 (archiviato dall'url originale il 19 dicembre 2018).
7. 1 2  (EN) UNA - English (@IINANews_En), su twitter.com. URL consultato il 18 dicembre 2018.
8. ↑   Chiba Yushi, A Comparative Study on the Pan-Arab Media Strategies: The Cases of Egypt and Saudi Arabia (PDF), vol. 5, 1&2, February 2012. URL consultato il 18 ottobre 2019 (archiviato dall'url originale il 4 marzo 2016).
9. ↑   IAAs BNA Elected as IINA Executive Council Member, in Bahrain News Agency, 10 dicembre 2011. URL consultato il 18 ottobre 2019 (archiviato dall'url originale il 3 gennaio 2014).
10. ↑  Former Secretaries-General–OIC[collegamento interrotto].